# Cubatyphlops paradoxus
Cubatyphlops paradoxus — вид змій родини сліпунів (Typhlopidae). Ендемік Багамських Островів.

## Поширення і екологія
Cubatyphlops paradoxus є ендеміками острова Великий Інаґуа в архіпелазі Багамських островів. Вони живуть в сухих рідколіссях Terminalia buceras.